# Bahmut, Ucraina
Bahmut (în ucraineană Ба́хмут; în perioada anilor 1924 – 4 februarie 2016, orașul s-a numit Artemovsk (Artiomovsk)  (în ucraineană Артемівськ - Artemivsk) este un oraș de subordonare regională în regiunea Donețk, centrul administrativ al raionului Bahmut. Este situat în nord-estul regiunii, pe râul Bahmut (un afluent al râului Doneț, bazinul Donului), la 89 km nord-est de orașul Donețk. Orașe-satelit - Soledar (la nord), Ceasov Iar (la vest). Gară feroviară. În 2010 în oraș locuiau 78.849 (în 2020 - 73.000) de persoane, din care ucraineni 69,42%, ruși 27,51%, alte minorități fiind bieloruși, armeni, țigani și evrei.
Straja Bahmut, ale cărei saline erau păzite de trupele ruse de incursiunile tătarilor, a fost menționată pentru prima dată în 1571. În 1703, a fost construită cetatea Bahmut, care mai târziu a devenit o localitate. Bahmutul a fost unul din centrele răscoalei lui Bulavin din 1707-1709. Aici a avut loc greva de la Bahmut din 1765. În 1765-1774 - în componența guberniei Novorossiisk, în 1775-1782 - în gubernia Azov, din 1783 - orașul județean în gubernia Ekaterinoslav. În 1787-1917 a fost centrul uezdului (județului) Bahmut. În a doua jumătate a secolului al XIX-lea, geologul rus A. Karpinski și geologul ucrainean N. Boriseak au găsit aici cele mai mari zăcăminte de sare gemă din lume. Din 1920 a fost în componența guberniei Donețk. În 1923-1930 Bahmutul a fost centrul ocrugului Donețk (până în 1924 - ocrugului Bahmut). În 1924 orașul a fost redenumit Artemovsk în cinstea liderului bolșevic F. Sergeev (Artem). Din 1932 - în componența regiunii Donețk. Centru raional în 1923-1932 și din 1939. Din 1932 - oraș de subordonare regională. În timpul celui de al doilea război mondial a fost ocupat de naziști din 31 octombrie 1941 până la 5 septembrie 1943. Orașul și-a redobândit numele istoric, Bahmut, pe 4 februarie 2016.
Pe 12 aprilie 2014, Bahmutul a fost ocupat de forțele pro-ruse și inclus în așa-numita „Republică Populară Donețk”. Pe 6 iulie 2014, forțele ucrainene au eliberat orașul. În timpul invaziei ruse a Ucrainei din 2022, frontul ruso-ucrainean s-a apropiat de oraș în mai 2022, acesta fiind bombardat în mod regulat de armata rusă. De la jumătatea lunii august 2022, ofensiva rusă s-a concentrat în direcția Bahmut, bombardamentele de artilerie devenind mai intense și nediscriminatorii, orașul fiind distrus în mare parte, dar nu a existat un avans vizibil al trupelor ruse.
Bahmutul este cel mai mare centru minier de extracție a sării din Ucraina, lângă el aflându-se zăcământul de sare gemă Bahmut. Din zăcămintele de la Bahmut și zonele învecinate se extrag, de asemenea, gips, dolomit, cretă și argilă refractară (șamotă argiloasă). Principalele întreprinderi industriale sunt „Artiomsol” (extragerea și prelucrarea sării geme), „Fabrică Artiomovsk de vinuri șampanizate” (în prezent Artwinery), „Uzina Artiomovsk de prelucrare a metalelor neferoase (AZOKM)”.

## Istorie
În ianuarie 2023, forțele ucrainene dețin controlul asupra orașului, care este un epicentru de lupte aprige, în timp ce forțele ruse luptă pentru a prelua controlul. Orașul în sine a ajuns, în mare parte, în ruine.

## Personalități născute aici
- Kateryna Zelenykh (n. 2001), practicantă de lupte libere, care activează în România.